# Broniszewice (gromada)
Broniszewice – dawna gromada, czyli najmniejsza jednostka podziału terytorialnego Polskiej Rzeczypospolitej Ludowej w latach 1954–1972.
Gromady, z gromadzkimi radami narodowymi (GRN) jako organami władzy najniższego stopnia na wsi, funkcjonowały od reformy reorganizującej administrację wiejską przeprowadzonej jesienią 1954 do momentu ich zniesienia z dniem 1 stycznia 1973, tym samym wypierając organizację gminną w latach 1954–1972.
Gromadę Broniszewice z siedzibą GRN w Broniszewicach utworzono – jako jedną z 8759 gromad na obszarze Polski – w powiecie jarocińskim w woj. poznańskim, na mocy uchwały nr 22/54 WRN w Poznaniu z dnia 5 października 1954. W skład jednostki weszły obszary dotychczasowych gromad Broniszewice i Żbiki ze zniesionej gminy Czermin oraz miejscowość Pacanowice z dotychczasowej gromady Pacanowice ze zniesionej gminy Pleszew – w tymże powiecie. Dla gromady ustalono 16 członków gromadzkiej rady narodowej.
1 stycznia 1956 gromada weszła w skład nowo utworzonego powiatu pleszewskiego w tymże województwie.
4 lipca 1968 gromadę zniesiono, a jej obszar włączono do gromad: Czermin (miejscowości Broniszewice i Żbiki) i nowo utworzonej Pleszew (miejscowość Pacanowice) w tymże powiecie.